# Алшожолца
Алшожолца (мађ. Alsózsolca) је историјски град у северној Мађарској, у жупанији Боршод-Абауј-Земплен (Borsod-Abaúj-Zemplén). Удаљен је 13,4 километара од Мишколца, главног града регије.
У 19. и 20. веку у месту је живела јеврејска заједница. Године 1930. у месту је било 75 Јевреја. Немачка је окупирала Мађарску у марту 1944. године, а 10. јуна 1944. сви Јевреји из села су превезени у Аушвиц заједно са онима из оближњих заједница Фелшежолца и Мишколца. Само тројица Јевреја из Алшожолца су преживела.
У селу још увек постоји јеврејско гробље.

## Географија
Алшожолца се налази у ниском подручју на обали реке Шајо. Село има путеве који воде до Шајолада на југу, до Фелшежолца на северу, као и ка Онги који иде на североисток. Подручје има вештачка језера настала од напуштених рудника.

## Историја
Подручје је насељено још од праисторије а на самом месту села већ у 10. и 11. веку. Ту су од 19. века живели Мађари. Извесно је да је насеље овде постојало већ после најезде Татара, а најстарији писани запис у коме се то име помиње датира из 1281. године. Овде је дрвени мост био једини прелаз за Мишколц.
Од 1296. године село је припадало породици Банфалви Баријус, а потом породици Вај, где су обе породице имале подигнуту цркву. Становници насеља су углавном живели од земљорадње.
Током рата за независност 1848-49, код села је дошло до битке, Мађари су разбили руску војску. Артур Гергеј је имао свој штаб у селу два дана. Мор Јокаи у својим списима пише о сукобима који се дешавају дуж доњег дела реке Шајо Лајоша Гозона је овековечи као „јунака из Жолце“. Пештански адвокат Лајош Гозон „26. јула 1849. године , који се као мајор борио за независност, прешао је реку Шајо са четом војника добровољаца на десну страну реке и изненадио руску батерију која је пуцала, и која се уплашено повукла“.
Насеље је 2007. године добило титулу града.

## Демографија
Године 2001. 85% становништва у насељу су били Мађари, 15% су били Роми. Поред тога, у насељу су живела 2 Словака.
Током пописа 2011. године, 85,8% становника се изјаснило као Мађари, 12,4% као Роми, а 0,3% као Немци (14% се није изјаснило, због двојног држављанства, укупан број може бити већи од 100%). 
Верска дистрибуција је била следећа: римокатолици 32,1%, реформисани 20,5%, гркокатолици 3,4%, лутерани 0,2%, неденоминациони 11,3% (23,6% се није изјаснило).